# Фанерный Завод
Фанерный Завод — посёлок в Кадуйском районе Вологодской области.
Входит в состав Никольского сельского поселения (до 2015 года входил в Бойловское сельское поселение), с точки зрения административно-территориального деления — в Бойловский сельсовет.
Расположен на правом берегу реки Андога. Расстояние по автодороге до районного центра Кадуя — 22 км, до центра сельсовета деревни Бойлово — 3 км. Ближайшие населённые пункты — Бойлово, Большая Горка, Малая Горка.
По переписи 2002 года население — 318 человек (142 мужчины, 176 женщин). Преобладающая национальность — русские (98 %).